# Strategische Planung (Betriebswirtschaft)
Strategische Planung ist in Abgrenzung zur operativen Planung der Teil der Unternehmensplanung, mit dem die strategischen Unternehmensziele verfolgt werden sollen.

## Allgemeines
Strategische und operative Planung ergeben zusammen die Unternehmensplanung. Sie soll dafür sorgen, dass die Unternehmensziele (etwa Gewinnmaximierung, Kostendeckungsprinzip) erreicht werden können. Die strategische Planung dient der Sicherung der Überlebensfähigkeit des Unternehmens. Wichtige Merkmale jeder Planung sind in der Betriebswirtschaftslehre Planungsgegenstand, Planungssubjekt, Planungsdaten und Planungshorizont. Typisch für strategische Planung sind ihr langfristiger Planungshorizont, Ungewissheit der Planungsdaten, Berücksichtigung lediglich globaler Größen und die Zuständigkeit der Unternehmensführung.

## Hauptaufgaben der strategischen Planung
Im Fokus der strategischen Planung stehen als Planungsgegenstand Strategische Geschäftsfelder (SGF) eines Unternehmens. Geschäftsfelder sind beispielsweise bei der Lufthansa „Passage“ (Personenflugverkehr), „Cargo“ (Frachtflugverkehr) und „Technik“ (Instandhaltung). Welches dieser Geschäftsfelder künftig auszubauen (Wachstumsstrategie), zu halten (Stabilisierungsstrategie) oder zu verlassen ist (Schrumpfungsstrategie, Desinvestitionen), hat die Unternehmensführung als Planungssubjekt zu entscheiden.
Die strategische Planung hat auch die Frage zu beantworten, welches Marktverhalten ein Unternehmen im Vergleich zu seinen Wettbewerbern wählen soll. Verhält es sich als Mengenanpasser/Mengenfixierer, Preisfixierer/Optionsfixierer, dann entscheidet es sich für verschiedene Varianten von Marktpreis oder Absatzvolumen. Darüber hinaus ist auch die Wettbewerbsstrategie (Kostenführerschaft, Preisführerschaft, Qualitätsführerschaft oder Nischenstrategie) Bestandteil strategischer Planung. Auch die langfristige Entwicklung des Kerngeschäfts mit dessen Cashcows und die Frage der Diversifikation oder der gegensätzlichen Monostruktur beschäftigen die strategische Planung. Auch Finanzplanung, Produktionsplan (Produktionsprogramm) oder Investitionsplan beinhalten strategische Planungsaspekte.

## Betriebswirtschaftliche Aspekte
Gründe für die Notwendigkeit strategischer Planung sind unter anderem die wachsende Umweltdynamik, steigender Innovationsdruck, sich erhöhende Komplexität von Problemen, Unternehmenswachstum oder steigender Wettbewerbsdruck. Sie deckt damit Planungsgegenstände ab, die die globale Entwicklung eines Unternehmens betreffen. Die bisher meist bei Großunternehmen eingesetzte strategische Planung erreicht zunehmend auch mittelständische Unternehmen. Empirische Studien stellen seit 1988 einen Zusammenhang zwischen strategischer Planung und Erfolg fest.